# Malte Dönselmann
Malte Christian Dönselmann (* 14. Juli 1948 in Thedinghausen) ist ein deutscher Personal- und Unternehmensberater und ehemaliger Politiker (CDU). Von 1986 bis 1991 war er Mitglied der Hamburgischen Bürgerschaft.

## Leben
Malte Dönselmann stammt aus der Nähe von Bremen. Er besuchte von 1959 bis 1968 das Bremer Gymnasium am Barkhof. Nach dem Abitur studierte er Betriebswirtschaftslehre an der Universität Hamburg. Bereits während des Studiums war er als Trainer und Berater tätig. Nach dem Abschluss als Diplom-Kaufmann arbeitete er in der Bauwirtschaft und gründete ein Unternehmen für Bausanierung. Dieses verkaufte er später wieder. 1986 wurde er Geschäftsführer der SCS Personalberatung.
Er gründete 1989 die MCD Personal- und Unternehmens-Beratung GmbH in Hamburg-Niendorf, deren geschäftsführender Gesellschafter er ist. Dönselmann spezialisierte sich mit seinem Unternehmen auf die Beratung von Führungskräften der Bundeswehr und wurde überregional tätig. Wiederholt wurde er durch die lokale und überregionale Presse (u. a. Handelsblatt, Die Welt, Welt am Sonntag und Hamburger Abendblatt) sowie Fachmedien (u. a. Computerwoche) als Experte herangezogen.
Von 1986 bis 1991 war er für die CDU Mitglied der Hamburgischen Bürgerschaft.
Dönselmann ist verheiratet und Vater von zwei Kindern.

## Veröffentlichungen
- mit Peter Sticksel: Personal- und Führungskräfte-Marketing. Qualifikationen und Positionen ausscheidender Offiziere der Bundeswehr. Eine Arbeitsmarktanalyse. In: Personalführung, Ausgabe 2/1997, S. 142–147.